# 100 слёз
«100 слёз» — фильм ужасов с элементами чёрного юмора режиссёра Маркуса Коха, снятый в 2007 году. Рейтинг MPAA — NC-17.
Фильм получил три премии «Tabloid Witch Awards» в категориях «Лучшая актриса» (Джорджия Крис), «Лучшая актриса второго плана» (Рэйн Браун) и «Лучший макияж» (Маркус Кох).

## Сюжет
Двое журналистов решают выйти на след клоуна-убийцы Гёрди, который на протяжении двадцати лет терроризировал город, жестоко убивая людей.

## Создатели
- Режиссёр — Маркус Кох
- Сценарист — Джо Дэвисон
- Продюсер — Джо Дэвисон
- Оператор — Уэсли Уинг
- Композитор — Кристиан Дэй

## В главных ролях
- Джо Дэвисон — Марк Уэбб
- Джорджия Крис — Дженнифер Стивенсон
- Джек Амос — клоун Гёрди
- Рэйн Браун[англ.] — Кристин Гристон

## Второстепенные роли
- Джереми Кинг — Майкл Сованн
- Наташа Ицель — девушка в книжном магазине